# Propiram

Strukturformel för propiram.

Propiram, summaformel C16H25N3O, är ett smärtstillande preparat som tillhör gruppen opioider, patenterat 1963 av läkemedelsföretaget Bayer.
Substansen är narkotikaklassad och ingår i förteckningen N II i 1961 års allmänna narkotikakonvention, samt i förteckning III i Sverige.